# 친일파 708인 명단 - 조선총독부 국장
친일파 708인 명단 - 조선총독부 국장은 2002년 민족정기를 세우는 국회의원모임에서 발표한 친일파 708인 명단 가운데 조선총독부 국장 6명의 명단이다. 유형이 중복되는 경우에는 이름 옆에 해당 유형을 부기했다.

## 〈조선총독부 국장〉 목록
- 김시명 (金時明) - 도 참여관, 조선총독부 사무관
- 어윤적 (魚允迪) - 중추원, 도 참여관
- 엄창섭 (嚴昌燮) - 중추원, 도지사, 도 참여관, 조선총독부 사무관
- 유맹 (劉猛) - 중추원
- 이진호 (李軫鎬) : - 일본 귀족원 의원 및 제국의회 의원, 중추원, 도지사, 기타
- 한동석 (韓東錫) - 도 참여관, 조선총독부 사무관,  경시

## 같이 보기
- 민족문제연구소의 친일인명사전 수록예정자 명단 - 관료
- 대한민국 정부 발표 친일반민족행위자 명단 - 통치 기구
- 친일파 명단